# Libnotes (Afrolimonia) nyasaensis
Libnotes (Afrolimonia) nyasaensis is een tweevleugelige uit de familie steltmuggen (Limoniidae). De soort komt voor in het Afrotropisch gebied.